# Millennium (svensk miniserie)
För andra betydelser, se Millennium (olika betydelser).
Millennium är en svensk TV-serie i sex delar från 2010 baserad på filmerna Män som hatar kvinnor, Flickan som lekte med elden samt Luftslottet som sprängdes (Millennium-serien av Stieg Larsson) med Michael Nyqvist och Noomi Rapace m.fl. TV-serien är producerad av Yellow Bird i samproduktion med ett flertal produktionsbolag såsom SVT, Nordisk Film och Film i Väst. TV-serien har till skillnad från filmerna en åldersgräns på 11 år. TV-serien Kristallen 2010 i kategorin "Årets TV-drama" och fick under 2011 en Emmy Award för bästa TV-film. Till Emmyn nominerades också Michael Nyqvist och Noomi Rapace som bästa skådespelare och skådespelerska.

## Om serien
Varje film i serien är 2 x 90 minuter lång, vilket gör TV-serien ca 110 minuter längre än filmversion som gick upp på biograferna. Därmed bjuder den på en större fördjupning av både historier och rollfigurer. TV-serien sändes i sex delar i SVT1 med start 20 mars 2010. Sista delen sändes således den 24 april 2010. Varje filmdel släpptes i sin fulla version på DVD och Blu-ray i form av en box i oktober 2010.
Filmer som ingick i serien:
| Del | Titel                       | Regi              | Manus                                |
| --- | --------------------------- | ----------------- | ------------------------------------ |
| 1-2 | Män som hatar kvinnor       | Niels Arden Oplev | Rasmus Heisterberg och Nicolaj Arcel |
| 3-4 | Flickan som lekte med elden | Daniel Alfredson  | Jonas Frykberg                       |
| 5-6 | Luftslottet som sprängdes   | Daniel Alfredson  | Ulf Rydberg                          |

## Rollista (i urval)
| Karaktär             | Avsnitt                  | Avsnitt            | Avsnitt                  | Avsnitt           | Avsnitt                  | Avsnitt                  |
| Karaktär             | Del 1                    | Del 2              | Del 3                    | Del 4             | Del 5                    | Del 6                    |
| -------------------- | ------------------------ | ------------------ | ------------------------ | ----------------- | ------------------------ | ------------------------ |
| Mikael Blomkvist     | Michael Nyqvist          | Michael Nyqvist    | Michael Nyqvist          | Michael Nyqvist   | Michael Nyqvist          | Michael Nyqvist          |
| Lisbeth Salander     | Noomi Rapace             | Noomi Rapace       | Noomi Rapace             | Noomi Rapace      | Noomi Rapace             | Noomi Rapace             |
| Erika Berger         | Lena Endre               | Lena Endre         | Lena Endre               | Lena Endre        | Lena Endre               | Lena Endre               |
| Dragan Armanskij     | Michalis Koutsogiannakis |                    | Michalis Koutsogiannakis |                   | Michalis Koutsogiannakis | Michalis Koutsogiannakis |
| Christer Malm        | Jacob Ericksson          |                    | Jacob Ericksson          | Jacob Ericksson   | Jacob Ericksson          | Jacob Ericksson          |
| "Plague"             | Tomas Köhler             |                    | Tomas Köhler             |                   | Tomas Köhler             | Tomas Köhler             |
| Malin Eriksson       | Sofia Ledarp             | Sofia Ledarp       | Sofia Ledarp             | Sofia Ledarp      | Sofia Ledarp             | Sofia Ledarp             |
| Annika Giannini      | Annika Hallin            |                    | Annika Hallin            |                   | Annika Hallin            | Annika Hallin            |
| Alexander Zalachenko |                          |                    | Georgi Staykov           | Georgi Staykov    | Georgi Staykov           |                          |
| Miriam Wu            | Yasmine Garbi            |                    | Yasmine Garbi            | Yasmine Garbi     |                          |                          |
| Ronald Niedermann    |                          |                    | Mikael Spreitz           | Mikael Spreitz    | Mikael Spreitz           | Mikael Spreitz           |
| Nils Bjurman         | Peter Andersson          | Peter Andersson    | Peter Andersson          | Peter Andersson   | Peter Andersson          |                          |
| Holger Palmgren      | Per Oscarsson            |                    | Per Oscarsson            | Per Oscarsson     |                          | Per Oscarsson            |
| Henrik Vanger        | Sven-Bertil Taube        | Sven-Bertil Taube  |                          |                   |                          |                          |
| Cecilia Vanger       | Marika Lagercrantz       | Marika Lagercrantz |                          |                   |                          |                          |
| Martin Vanger        | Peter Haber              | Peter Haber        |                          |                   |                          |                          |
| Dirch Frode          | Ingvar Hirdwall          | Ingvar Hirdwall    |                          |                   |                          |                          |
| Janne Dahlman        | David Dencik             | David Dencik       |                          |                   |                          |                          |
| Gustaf Morell        | Björn Granath            | Björn Granath      |                          |                   |                          |                          |
| Harriet Vanger       | Ewa Fröling              | Ewa Fröling        |                          |                   |                          |                          |
| Brännlund            | Fredrik Ohlsson          | Fredrik Ohlsson    |                          |                   |                          |                          |
| Harald Vanger        | Gösta Bredefeldt         | Gösta Bredefeldt   |                          |                   |                          |                          |
| Isabella Vanger      | Gunnel Lindblom          | Gunnel Lindblom    |                          |                   |                          |                          |
| Birger Vanger        | Willie Andréason         | Willie Andréason   |                          |                   |                          |                          |
| Otto Falk            | Christian Fiedler        | Christian Fiedler  |                          |                   |                          |                          |
| Birgit Falk          | Margareta Stone          | Margareta Stone    |                          |                   |                          |                          |
| Enrico               | Reuben Sallmander        |                    | Reuben Sallmander        |                   |                          |                          |
| Paolo Roberto        |                          |                    | Paolo Roberto            | Paolo Roberto     |                          |                          |
| Jan Bublanski        |                          |                    | Johan Kylén              | Johan Kylén       | Johan Kylén              | Johan Kylén              |
| Gunnar Björk         |                          |                    | Ralph Carlsson           | Ralph Carlsson    | Ralph Carlsson           |                          |
| Sonja Modig          |                          |                    | Tanja Lorentzon          | Tanja Lorentzon   | Tanja Lorentzon          | Tanja Lorentzon          |
| Rikard Ekström       |                          |                    | Niklas Hjulström         | Niklas Hjulström  | Niklas Hjulström         | Niklas Hjulström         |
| Hans Faste           |                          |                    | Magnus Krepper           | Magnus Krepper    | Magnus Krepper           | Magnus Krepper           |
| Niklas Eriksson      |                          |                    | Daniel Gustavsson        | Daniel Gustavsson |                          |                          |
| Jerker Holmberg      |                          |                    | Donald Högberg           | Donald Högberg    | Donald Högberg           | Donald Högberg           |
| Dr. Peter Teleborian |                          |                    | Anders Ahlbom Rosendahl  |                   | Anders Ahlbom Rosendahl  | Anders Ahlbom Rosendahl  |
| Evert Gullberg       |                          |                    |                          |                   | Hans Alfredson           | Hans Alfredson           |
| Fredrik Clinton      |                          |                    |                          |                   | Lennart Hjulström        | Lennart Hjulström        |
| Torsten Edklinth     |                          |                    |                          |                   | Niklas Falk              | Niklas Falk              |
| Monica Figuerola     |                          |                    |                          |                   | Mirja Turestedt          | Mirja Turestedt          |
| Hallberg             |                          |                    |                          |                   | Jan Holmquist            | Jan Holmquist            |
| Georg Nyström        |                          |                    |                          |                   | Rolf Degerlund           | Rolf Degerlund           |
| Birger Wadensjöö     |                          |                    |                          |                   | Jacob Nordenson          | Jacob Nordenson          |
| Dr. Anders Jonasson  |                          |                    |                          |                   | Aksel Morisse            | Aksel Morisse            |
| Jonas Sandström      |                          |                    |                          |                   | Johan Holmberg           | Johan Holmberg           |
| Domaren              |                          |                    |                          |                   | Ylva Lööf                | Ylva Lööf                |
| Sonny Nieminen       |                          |                    | Pelle Bolander           | Pelle Bolander    | Pelle Bolander           | Pelle Bolander           |
| Hans-Åke Waltari     |                          |                    |                          |                   | Nicklas Gustavsson       | Nicklas Gustavsson       |
| Väktare              |                          |                    |                          |                   | Jim Wiberg               | Jim Wiberg               |